# Newton Nash Clements
Newton Nash Clements (* 23. Dezember 1837 in Tuscaloosa County, Alabama; † 20. Februar 1900 in Tuscaloosa, Alabama) war ein US-amerikanischer Politiker (Demokratische Partei).

## Werdegang
Newton Nash Clements graduierte 1858 an der University of Alabama in Tuscaloosa. Dann ging er 1859 an die Harvard University. Er studierte Jura, allerdings praktiziere er niemals. Während des Amerikanischen Bürgerkrieges diente er in der Konföderiertenarmee. Er war als Captain zuerst im 26. Alabama Regiment und später im 50. Alabama Regiment tätig. Es folgten Beförderungen zum Major, Lieutenant Colonel und zuletzt zum Colonel.
Clements war zwischen 1870 und 1872 sowie zwischen 1874 und 1878 Mitglied im Repräsentantenhaus von Alabama. Während dieser Zeit hatte er 1876, 1877 und 1878 den Posten des Speakers inne. Er wurde dann in den 46. US-Kongress gewählt, um dort die Vakanz zu füllen, die durch den Rücktritt von Burwell B. Lewis entstand. Bei seiner Kandidatur um eine Nominierung für den 47. US-Kongress erlitt er eine Niederlage. Er war im Repräsentantenhaus der Vereinigten Staaten vom 8. Dezember 1880 bis zum 3. März 1881 tätig. Ferner ging er landwirtschaftlichen Tätigkeiten nach, was die Baumwollproduktion einschloss. Er verstarb 1900 in Tuscaloosa und wurde dort auf dem Evergreen Cemetery beigesetzt.